# Chinesische Sprachen

Die chinesischen oder sinitischen Sprachen (chinesisch 漢語 / 汉语, Pinyin Hànyǔ) bilden einen der beiden Primärzweige der sinotibetischen Sprachfamilie, der andere Primärzweig sind die tibetobirmanischen Sprachen. Chinesische Sprachen werden heute von ca. 1,3 Milliarden Menschen gesprochen, von denen die meisten in der Volksrepublik China und in der Republik China (Taiwan) leben. In vielen Ländern, vor allem in Südostasien, gibt es größere chinesischsprachige Minderheiten (siehe Sinosphäre). Die chinesische Sprache mit der größten Anzahl an Sprechern ist Mandarin. Auf ihm basiert das Hochchinesische, das auch einfach als „das Chinesische“ bzw. „Chinesisch“ bezeichnet wird.

Die räumliche Verteilung der verschiedenen sinitischen Sprachen in der Volksrepublik China und der Republik China auf Taiwan

## Mehrere chinesische Sprachen, eine chinesische Schrift
In der Regel bezeichnet der Begriff „chinesische Sprache“ die Standardsprache Hochchinesisch (普通話 / 普通话,  Pǔtōnghuà in China, 國語 / 国语,  Guóyǔ in Taiwan), die auf der größten sinitischen Sprache, dem Mandarin (官話 / 官话,  Guānhuà), basiert und im Wesentlichen dem Mandarin-Dialekt von Peking (北京話 / 北京话,  Běijīnghuà) entspricht. Daneben gibt es neun weitere chinesische Sprachen, die ihrerseits in viele Einzeldialekte zerfallen. Diese Sprachen werden in Europa oft als „Dialekte“ bezeichnet, obwohl der Grad ihrer Abweichungen untereinander nach westlichem Maßstab eine Klassifikation als Sprache rechtfertigt. In der traditionellen chinesischen Terminologie werden sie Fangyan (方言,  fāngyán) genannt.
Selbst innerhalb einer großen sinitischen Sprache ist die Verständigung von Sprechern unterschiedlicher Dialekte nicht immer möglich, insbesondere der nordöstliche Dialekt (東北話 / 东北话,  Dōngběihuà, 東北方言 / 东北方言,  Dōngběi Fāngyán) und die südlichen Dialekte (南方話 / 南方话,  Nánfānghuà, 南方方言 / 南方方言,  Nánfāng Fāngyán) des Mandarin sind untereinander nicht verständlich. Für die Verständigung über Sprachgrenzen hinaus wird in China überwiegend das von den meisten Chinesen gesprochene Hochchinesisch angewendet; regional begrenzter dienen auch andere Sprachen wie das Kantonesische als Verständigungsmittel.
Die chinesische Schrift fungiert auch in eingeschränktem Maß als dialektübergreifendes Verständigungsmittel, da etymologisch verwandte Morpheme trotz unterschiedlicher Aussprache im Allgemeinen in allen Dialekten mit dem gleichen chinesischen Schriftzeichen geschrieben werden. Das folgende Beispiel möge dies illustrieren: Im Altchinesischen war das gewöhnliche Wort für „Essen“ *Ljɨk, das mit dem Zeichen 食 geschrieben wurde. Die heutige Aussprache für das Wort „Essen“ shí (Hochchinesisch), sɪk˨ (Yue, kantonesischer Dialekt, Jyutping sik6), st˥ (Hakka, Meixian-Dialekt), sit˦ (Südliches Min, Xiamen-Dialekt) stammen alle davon ab und werden daher ebenfalls 食 geschrieben.
Somit dient die logographische chinesische Schrift – jedes Zeichen steht im Prinzip für ein Wort – als einigendes Band, das die Sprecher der sehr unterschiedlichen chinesischen Sprachvarianten zu einer großen kulturellen Gemeinschaft mit einer Jahrtausende alten schriftlichen Tradition verbindet. Bei einer Alphabetschrift oder einer anderen Lautschrift wäre diese einigende Funktion nicht vorhanden.
Das bedeutet jedoch nicht, dass sich die chinesischen Dialekte nur phonologisch unterscheiden. So wird für „essen“ im Hochchinesischen gewöhnlich nicht shí, sondern chī benutzt, das nicht von *Ljɨk stammt und daher mit einem eigenen Zeichen, 吃,  chī, geschrieben wird. Die Dialekte des Chinesischen verfügen, sofern sie geschrieben werden, für viele Wörter über eigene Zeichen, wie das Kantonesische 冇,  mǎo, Jyutping mou5, mou˩˧, „nicht haben“. Daher, aber auch aufgrund grammatikalischer Abweichungen, sind auch geschriebene Texte dialektübergreifend nur eingeschränkt verständlich.
Bis zum Beginn des 20. Jahrhunderts übte aber die Verwendung des klassischen Chinesisch, dessen schriftliche Form dialektunabhängig war und in ganz China und auch Japan, Korea und Vietnam verwendet wurde, auf der Ebene der Schriftsprache eine einigende Funktion aus.

## Chinesische Sprachen und ihre geographische Verbreitung
Das ursprüngliche Verbreitungsgebiet der chinesischen Sprache ist schwer zu rekonstruieren, da die Sprachen der Nachbarn des antiken Chinas fast unbekannt sind und somit sich nicht entscheiden lässt, ob chinesische Sprachen außerhalb derjenigen chinesischen Staaten verbreitet waren, die Schriftzeugnisse hinterlassen haben; vor allem weite Teile Südchinas scheinen noch im 1. Jh. n. Chr. außerhalb des chinesischen Sprachgebiets gelegen zu haben. Bereits in der Zeit der Zhou-Dynastie (11. bis 3. Jh. v. Chr.) finden sich Hinweise auf eine dialektale Gliederung des Chinesischen, die sich in den folgenden Jahrhunderten wesentlich verstärkte. Heute werden meist acht chinesische Sprachen oder Dialektbündel unterschieden, die jeweils aus einer Vielzahl lokaler Einzeldialekte bestehen.
Die folgende Tabelle gibt die acht chinesischen Sprachen oder Dialektbündel mit ihren Sprecherzahlen und Hauptverbreitungsgebieten an. Die Sprecherzahlen stammen aus Ethnologue und anderen aktuellen Quellen. Eine detaillierte Auflistung lokaler Dialekte bietet der Artikel Liste der chinesischen Sprachen und Dialekte.
| Sprache           | Alternativer Name | Sprecher     | Hauptverbreitungsgebiet                           |
| ----------------- | --- | ------------ | ------------------------------------------------- |
| Mandarin          | Nordchinesische Dialekte, Beifanghua (北方話 / 北方话), Beifang Fangyan (北方方言)                                                              | ca. 955 Mio. | China, Taiwan, Malaysia, Indonesien, Singapur     |
| Wu                | Wuyu (吳語 / 吴语), Wuyueyu (吳越語 / 吴越语), Jiangnanhua (江南話 / 江南话), Jiangzhehua (江浙話 / 江浙话)                                     | ca. 080 Mio. | China: Yangzi-Mündung, Shanghai                   |
| Min               | Minyu (閩語 / 闽语), Fujianhua (福建話 / 福建话)                                                                                                | ca. 075 Mio. | China: Fujian, Hainan, Taiwan                     |
| Yue, Kantonesisch | Yueyu (粵語 / 粤语), Guangdonghua (廣東話 / 广东话), Guangzhouhua (廣州話 / 广州话), Guangfuhua (廣府話 / 广府话), selten: Baihua (白話 / 白话) | ca. 070 Mio. | China: Guangdong, Guangxi, Hongkong, Macao        |
| Gan               | Ganyu (贛語 / 赣语) | ca. 048 Mio. | China: Jiangxi, Hubei; auch Hunan, Anhui, Fujian  |
| Jin               | Jinyu (晉語 / 晋语) | ca. 048 Mio. | China: Shanxi, Innere Mongolei; auch Hebei, Henan |
| Kejia, Hakka      | Kejiayu (客家語 / 客家语), Kejiahua (客家話 / 客家话)                                                                                           | ca. 048 Mio. | China: Süd-China, Taiwan                          |
| Xiang             | Xiangyu (湘語 / 湘语), Hunanhua (湖南話 / 湖南话)                                                                                               | ca. 038 Mio. | China: Hunan                                      |

Die nordchinesischen Dialekte (北方話 / 北方话,  Běifānghuà, 北方方言,  Běifāng Fāngyán), fachsprachlich auch Mandarin (官話 / 官话,  Guānhuà) genannt, sind die bei Weitem größte Dialektgruppe; sie umfasst das gesamte chinesische Sprachgebiet nördlich des Yangzi und in den Provinzen Guizhou, Yunnan, Hunan und Guangxi auch Gebiete südlich des Yangzi. Der Dialekt Pekings, die Grundlage des Hochchinesischen, gehört zu den Mandarin-Dialekten. Das Wu wird von etwa 80 Millionen Sprechern südlich der Mündung des Yangzi gesprochen, der Dialekt von Shanghai nimmt hier eine wichtige Stellung ein. Südwestlich daran grenzt das Gan vor allem in der Provinz Jiangxi mit 21 Millionen Sprechern und westlich davon, in Hunan, das Xiang mit 36 Millionen Sprechern. An der Küste, in der Provinz Fujian, im Osten Guangdongs sowie auf Taiwan und Hainan sowie in Singapur werden die Min-Dialekte gesprochen, zu denen insgesamt etwa 60 Millionen Sprecher gehören. In Guangxi, Guangdong und Hongkong wird von etwa 70 Millionen Menschen das Yue gesprochen, dessen wichtigster Dialekt das Kantonesische mit den Zentren Guangzhou und Hongkong ist.
Die übliche Klassifikation ist in erster Linie phonologisch motiviert, als wichtigstes Kriterium gilt die Entwicklung ursprünglich stimmhafter Konsonanten. Doch es finden sich auch deutliche lexikalische Unterschiede. So gelten das Pronomen der dritten Person 他 tā (so die entsprechende hochchinesische Form), die Attributpartikel 的 de und die Negation 不 bù als typische Merkmale nördlicher Dialekte, besonders des Mandarin, teilweise aber auch von den Xiang-, Gan und Wu-Dialekten südlich des unteren Yangzi, die vom Mandarin beeinflusst sind. Typische Merkmale vor allem südlicher Dialekte sind dagegen die ausschließliche Verwendung von Negationen mit nasalem Anlaut (etwa kantonesisch 唔 m21), Kognata des altchinesischen 渠 qú (kantonesisch 佢 kʰɵy˩˧) oder 伊 yī (Shanghaiisch ɦi˩˧) als Pronomen der dritten Person sowie einige Wörter, die sich weder in nördlichen Dialekten noch im Alt- oder Mittelchinesischen finden, wie „Schabe“, Xiamen ka˥˥-tsuaʔ˥˥, Kantonesisch 曱甴 kaːt˧˧-tsaːt˧˧, Hakka tshat˦˦ und „vergiften“, Fuzhou thau1˧, Yue tou˧˧, Kejia theu˦˨.
Die folgende Gegenüberstellung etymologisch zusammengehöriger Wörter aus Vertretern der große Dialektgruppen verdeutlicht genetische Zusammengehörigkeit, aber auch den Grad der Diversität der chinesischen Sprachen:
| Bedeutung         | Zeichen | Altchinesisch | Hochchinesisch | Wu Shanghai | Yue Guangzhou | Kejia Meixian | Min Xiamen    | Xiang Changsha | Gan Nanchang |
| ----------------- | ------- | ------------- | -------------- | ----------- | ------------- | ------------- | ------------- | -------------- | ------------ |
| Essen             | 食      | *Ljɨk         | shí            | zəʔ˩˨       | sek˨          | st˥           | sit˦/tsiaʔ˦   |                |              |
| groß              | 大      | *lats         | dà             | du˨˧        | da:i˨˨        | tʰai˥˧        | tai˨˨/tua˨˨   | ta˥            | tʰai˩        |
| haben             | 有      | *wjɨʔ         | yǒu            | iu˦         | jɐu˨˧         | u˨˨           | iəu˧˩/u˦˦     | iu˨˧           |              |
| sterben, Tod      | 死      | *sjijʔ        | sǐ             | ɕi˧˧        | sɛ:i˧˥        | si˧˩          | su˥˧/si˥˧     | sɿ˧˩           | sɿ˨˧         |
| weiß              | 白      | *brak         | bái            | bʌʔ˩˨       | bak˨          | pʰak˥         | pik˦/peʔ˦     | pə˨˦           | pʰaʔ˨        |
| wissen            | 知      | *trje         | zhī            | tsɿ˧˨       | tsi:˥˥        | tsai˦˦        | ti˦˦/tsai˦˦   |                |              |
| eins              | 一      | *ʔjit         | yī             | iɪʔ˥˥       | jɐt˥          | it˩           | it˦/tsit˦     | i˨˦            | it˥          |
| drei              | 三      | *sum          | sān            | sᴇ˥˧        | sam˥˥         | sam˦          | sam˦˦/sã˦˦    | san˧           | san˧˨        |
| fünf              | 五      | *ngaʔ         | wǔ             | ɦŋ˨˧        | ŋ˨˧           | ŋ˧˩           | ŋɔ˥˧/gɔ˨˨     | u˧˩            | ŋ˨˩˧         |
| Frau              | 女      | *nrjaʔ        | nǚ             | ȵy˨˨        | noe:i˨˧       | n˧˩           | lu˥˧          | ȵy˧˩           | ȵy˨˩˧        |
| Gast              | 客      | *khrak        | kè             | kʰʌʔ˥˥      | hak˧          | hak˩          | kʰik˧˨/kʰeʔ˧˨ | kʰ ə˨˦         | kʰiɛt˥       |
| Hand              | 手      | *hjuʔ         | shǒu           | sɣ˧˧        | sɐu˧˥         | su˧˩          | siu˥˧/tsʰiu˥˧ | ʂ əu˧˩         | sɨu˨˩˧       |
| Herz              | 心      | *sjɨm         | xīn            | ɕin˧˧       | sɐm˥˥         | sim˦          | sim˦˦         | sin˧           | ɕ˧˨          |
| Jahr              | 年      | *nin          | nián           | ȵi˨˨        | ni:n˨˩        | ŋian˩         | lian˨˦/ni˨˦   | ȵiɛn˧˥         |              |
| König             | 王      | *wjang        | wáng           | uan˩˧       | wɔŋ˨˩         | uɔŋ˦˥         | ɔŋ˨˦          |                |              |
| Mensch            | 人      | *njin         | rén            | ȵin˨˨       | jɐn˨˩         | ŋip˥          | lin˨˦/laŋ˨˦   | ȥ ən˩˧         | lɨn˧˥        |
| Mitte             | 中      | *k-ljung      | zhōng          | tsoŋ˥˧      | tsoŋ˥˥        | tuŋ˥˧         | tiɔŋ˦˦        | tʂɔŋ˧          | tsuŋ˧˨       |
| Name, Bezeichnung | 名      | *mrjang       | míng           | min˨˨       | meŋ˨˩         | mia˨˦         | biŋ˧˥/mia˧˥   |                |              |
| Ohr               | 耳      | *njɨʔ         | ěr             | ȵei˨˨       | ji:˨˧         | ŋi˧˩          | ni˥˧/hi˨˨     | ə˧˩            | e˨˩˧         |
| Regen             | 雨      | *w(r)jaʔ      | yǔ             | ɦy˨˨        | jy:˨˧         | i˧˩           | u˥˧/hɔ˨˨      | y˧˩            | y˨˩˧         |
| Sohn              | 子      | *tsjɨʔ        | zǐ             | tsɿ˧˧       | tsi:˧˥        | tsɿ˧˩         | tsu˥˧/tsi˥˧   | tsɿ˧˩          | tsɿ˨˩˧       |
| Tag, Sonne        | 日      | *njit         | rì             | ȵiɪʔ˥˥      | jɐt˨          | ŋit˩          | lit˦          | ȥʅ˨˦           | lɨt˥         |
| Süden             | 南      | *nɨm          | nán            | no˨˨        | nam˨˩         | nam˩          | lam˨˦         | lan˩˧          | lan˧˥        |
| Tür, Tor          | 門 / 门 | *mɨn          | mén            | mən˨˨       | mu:n˨˩        | mŋ˨˦          | bən˩˧/məŋ˩˧   | mɨn˧˥          |              |
| Volk              | 民      | *mjin         | mín            | min˨˨       | mɐn˨˩         | min˩          | bin˨˦         |                |              |

## Zur Bezeichnung
Im Chinesischen selbst ist eine Reihe unterschiedlicher Begriffe für die chinesische Sprache gebräuchlich. Zhōngwén (中文) ist ein allgemeiner Begriff für die chinesische Sprache, der sowohl für die gesprochene als auch die geschriebene Sprache verwendet wird. Da die geschriebene Sprache weitgehend unabhängig vom Dialekt ist, umfasst dieser Begriff auch die meisten chinesischen Dialekte. Hànyǔ (漢語 / 汉语) ist unter Muttersprachlern im heutigen Sprachgebrauch größtenteils austauschbar mit zhōngwén, aber weniger verbreitet. Da das Wort hàn 漢 / 汉 für die Han-Nationalität steht, umfasst der Begriff ursprünglich alle Dialekte, die von Han-Chinesen gesprochen werden. Umgangssprachlich bezeichnet Hànyǔ allerdings eher das Hochchinesische, für das es einen eigenen Fachbegriff, das Pǔtōnghuà (普通話 / 普通话), gibt. Huáyǔ (華語 / 华语) hingegen wird meist als Begriff von Auslandschinesen in der Diaspora außerhalb Chinas benutzt. Das Zeichen huá 華 / 华 leitet sich vom historischen Begriff Huáxià (華夏 / 华夏) für das antike China ab. Während die Bezeichnung Tángwén (唐文) bzw. Tánghuà (唐話 / 唐话) für die chinesische Sprache sich vom Wort táng 唐, das alte China der Tang-Dynastie, ableitet.

## Beziehungen zu anderen Sprachen

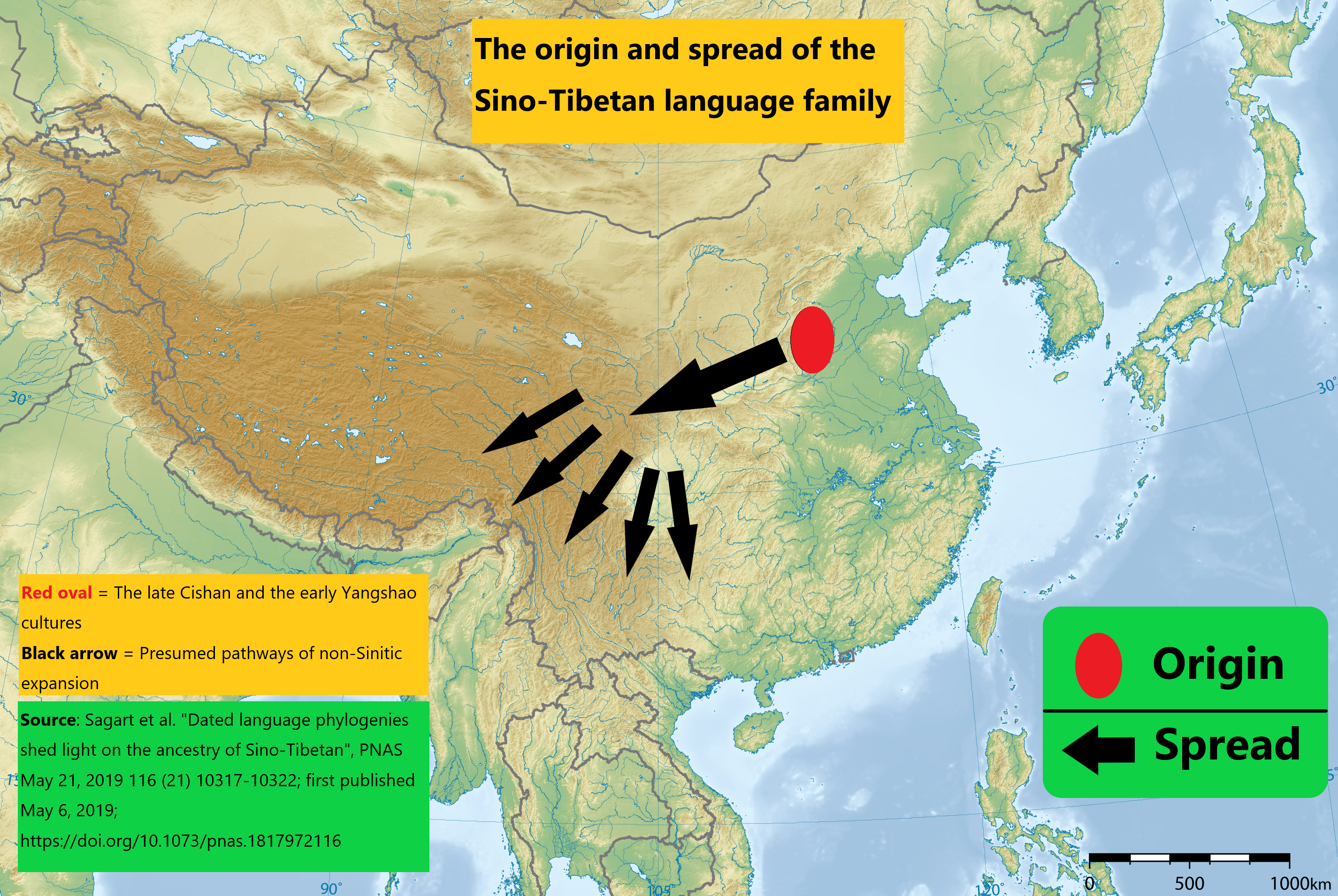
Ursprung und Verbreitung der Sinotibetische Sprachen. Rotes Oval ist die späte Cishan- und die frühe Yangshao-Kultur. Schwarzer Pfeil ist der vermutete Pfad der nicht-sinitischen Expansion. Nachdem die linguistisch vergleichende Methode auf die von Laurent Sagart im Jahr 2019 entwickelte Datenbank mit vergleichenden linguistischen Daten angewendet wurde, um Lautkorrespondenzen zu identifizieren und Kognaten zu ermitteln, werden phylogenetische Methoden verwendet, um Beziehungen zwischen diesen Sprachen abzuleiten und das Alter ihrer Herkunft und ihres Heimatlandes zu schätzen.

Dieser Abschnitt gibt einen kurzen Überblick über genetische Verwandtschaft des Chinesischen mit anderen Sprachen. Ausführlich wird dieses Thema im Artikel Sinotibetische Sprachen behandelt.

### Genetische Verwandtschaft

#### Tibeto-Birmanisch
Das Chinesische wird heute allgemein als Primärzweig der sinotibetischen Sprachfamilie angesehen, die etwa 350 Sprachen mit 1,3 Mrd. Sprechern in China, dem Himalaya-Gebiet und Südostasien umfasst. Die meisten Klassifikationen des Sinotibetischen stellen das Chinesische dem Rest der tibetobirmanischen Sprachfamilie gegenüber, einige wenige Forscher betrachten das Sinitische als eine Untereinheit des Tibetobirmanischen, gleichrangig mit den vielen anderen Untergruppen dieser Einheit.
Das Chinesische hat zahllose Lexeme seines Grundwortschatzes mit anderen sinotibetischen Sprachen gemeinsam:
| Bedeutung   | Chinesisch | Chinesisch | Chinesisch | Chinesisch | Chinesisch | Klassisches Tibetisch | Birma- nisch | Lahu |
| Bedeutung   | Zeichen    | Hoch-      | Alt-       | Yue        | Min        | Klassisches Tibetisch | Birma- nisch | Lahu |
| ----------- | ---------- | ---------- | ---------- | ---------- | ---------- | --------------------- | ------------ | ---- |
| „ich“       | 我         | wǒ         | *ngajʔ     | ngo5       | ngóo       | nga                   | nga          | ngà  |
| „drei“      | 三         | sān        | *sum       | saam1      | sam        | gsum                  | sûm          |      |
| „fünf“      | 五         | wǔ         | *ngaʔ      | ng5        | ngóo       | lnga                  | ngâ          | ngâ  |
| „sechs“     | 六         | liù        | *Crjuk     | luk6       | lio̍k       | drug                  | khrok        | hɔ̀ʔ  |
| „neun“      | 九         | jiǔ        | *kuʔ       | gau2       | kiú        | dgu                   | kûi          | qɔ̂   |
| „Sonne/Tag“ | 日         | rì         | *njit      | jat6       | ji̍t        | nyima                 | ne           | ní   |
| „Name“      | 名         | míng       | *mjeng     | ming4      | bîng       | ming                  | mañ          | mɛ   |
| „bitter“    | 苦         | kǔ         | *khaʔ      | fu2        | khóo       | kha                   | khâ          | qhâ  |
| „kühl“      | 涼 / 凉    | liáng      | *grjang    | loeng4     | liâng      | grang                 | krak         | gɔ̀   |
| „sterben“   | 死         | sǐ         | *sjijʔ     | sei2       | sú         | shiba                 | se           | ʃɨ   |
| „vergiften“ | 毒         | dú         | *duk       | duk6       | to̍k        | dug                   | tauk         | tɔ̀ʔ  |

Außer dem gemeinsamen Basiswortschatz verbindet das Sinitische und Tibetobirmanische die ursprünglich gleiche Silbenstruktur (wie sie etwa im klassischen Tibetischen weitgehend erhalten ist und für das Altchinesische rekonstruiert werden kann) und eine weitverbreitete Derivationsmorphologie, die in gemeinsamen konsonantischen Präfixen und Suffixen mit bedeutungsändernder Funktion zum Ausdruck kommt. Eine relationale Morphologie (Veränderung der Nomina und Verben im Sinne einer Flexion) haben das Proto-Sinotibetische wie auch die modernen sinitischen Sprachen nicht ausgebildet, diese Form der Morphologie ist eine Innovation vieler tibetobirmanischer Sprachgruppen, die durch gebietsübergreifende Kontakte mit Nachbarsprachen und durch Überlagerung älterer Substratsprachen entstanden ist.

#### Andere Sprachen
Genetische Verwandtschaft des Chinesischen mit Sprachen außerhalb des Tibetobirmanischen wird von der Linguistik nicht allgemein anerkannt, es existieren jedoch einige Versuche, das Chinesische in weit über die traditionellen Sprachfamilien hinausgehende Makrofamilien einzuordnen. Einige Forscher vertreten beispielsweise eine genetische Verwandtschaft mit den austronesischen Sprachen, den jenisseischen Sprachen oder sogar den kaukasischen oder den indogermanischen Sprachen, wofür Wortgleichungen wie chinesisch 誰 / 谁,  shuí < *kwjəl „wer“ = lateinisch quis „wer“ herangezogen werden. Keiner dieser Versuche hat jedoch bisher die Zustimmung einer Mehrheit der Sprachwissenschaftler gewinnen können.

### Lehnbeziehungen
Aufgrund der jahrtausendelangen Koexistenz mit anderen, genetisch nicht verwandten Sprachen haben sich das Chinesische und verschiedene südost- und ostasiatische Sprachen gegenseitig stark beeinflusst. So finden sich in ihnen Hunderte von chinesischen Lehnwörtern, oft Bezeichnungen chinesischer Kulturgüter: 冊 / 册,  cè – „Buch“ > Koreanisch čhäk, Bai tshua˧˧. Diese Einflüsse haben sich in besonders hohem Maße auf Korea, Vietnam und Japan ausgewirkt, wo zudem auch die chinesische Schrift Anwendung findet und das klassische Chinesisch über Jahrhunderte als Schriftsprache benutzt wurde.
Auch das Chinesische selbst weist eine große Anzahl fremder Einflüsse auf. So sind einige wesentliche typologische Züge des modernen Chinesisch vermutlich auf Fremdeinfluss zurückzuführen, darunter die Ausbildung eines Tonsystems, die Aufgabe ererbter morphologischer Bildungsmittel und die obligatorische Anwendung von Zählwörtern. Fremdeinfluss zeigt sich auch in der Aufnahme nicht weniger Lehnwörter. Schon in sehr früher Zeit muss das Wort 虎,  hǔ – „Tiger“ (altchinesisch *xlaʔ) aus den austroasiatischen Sprachen entlehnt worden sein, vgl. Mon klaʔ, Mundari kula. Das Wort 狗,  gǒu – „Hund“, das während der Han-Dynastie (206 v. Chr. bis 220 n. Chr.) das ältere 犬,  quǎn – „Hund“ verdrängte, wurde wohl während der Zeit der Zhou-Dynastie (um 1100–249 v. Chr.) aus dem Miao-Yao entlehnt. Auch aus nördlichen Nachbarsprachen wurden in vorgeschichtlicher Zeit Wörter übernommen, so beispielsweise 犢 / 犊,  dú – „Kalb“, das sich in altaischen Sprachen wiederfindet: Mongolisch tuɣul, Mandschurisch tukšan. Besonders groß wurde die Zahl von Lehnwörtern im Chinesischen während der Han-Dynastie, als auch aus westlichen und nordwestlichen Nachbarsprachen Wörter übernommen wurden, beispielsweise 葡萄,  pútao – „Weintrauben“ aus einer iranischen Sprache, vgl. Persisch باده bāda. Schwer nachweisbar sind Entlehnungen aus der Sprache der Xiongnu; hier ist mutmaßlich 駱駝 / 骆驼,  luòtuo – „Kamel“ einzuordnen. Durch den starken Einfluss des Buddhismus während des 1. nachchristlichen Jahrtausends drang eine Vielzahl indischer Lehnwörter ins Chinesische ein: 旃檀,  zhāntán – „Sandelholz“ aus dem Sanskrit candana, 沙門 / 沙门,  shāmén – „buddhistischer Mönch“ aus dem Sanskrit śramaṇa. Nur wenige Lehnwörter hinterließ die mongolische Herrschaft der Yuan-Dynastie (1279–1368), beispielsweise 蘑菇,  mógū – „Pilz“ aus dem Mongolischen moku.
Im 16. Jahrhundert setzte ein starker europäischer Einfluss ein, der sich auch im chinesischen Wortschatz niederschlug. So wurden in dieser Zeit christliche Termini ins Chinesische entlehnt: 彌撒 / 弥撒,  mísa – „Messe“ aus dem spätlateinischen missa. Seit dem 19. Jahrhundert wurden auch Bezeichnungen für Errungenschaften der europäischen Technik übernommen, wobei sich das Chinesische jedoch gegenüber Entlehnungen als wesentlich resistenter erwies als etwa das Japanische. Beispiele hierfür sind: 馬達 / 马达,  mǎdá aus dem Englischen motor, 幽默,  yōumò aus dem Englischen humour. In manchen Fällen fanden Lehnwörter über Dialekte den Weg ins Hochchinesische: z. B. 沙發 / 沙发,  shāfā aus dem Shanghaiischen safa vom Englischen sofa.
Eine besondere Erscheinung bildet eine Gruppe von Lehnwörtern insbesondere aus Japan, bei denen nicht die Aussprache, sondern die Schreibung entlehnt wird. Dies wird dadurch ermöglicht, dass das entlehnte Wort in der Ursprungssprache selbst mit chinesischen Schriftzeichen geschrieben wird. Über diese Route gelangten auch westliche Fachtermini aus der Medizin, die in Japan mit chinesischen Zeichen eingebürgert waren, nach China:
- japanisch 革命 kakumei > Hochchinesisch 革命,  gémìng – „Revolution“
- japanisch 場合 baai > Hochchinesisch 場合 / 场合,  chǎnghé – „Sachlage, Umstände“
- Niederländisch slagader > japanisch 動脈 dōmyaku > Hochchinesisch 動脈 / 动脉,  dòngmài – „Schlagader“
- Niederländisch zenuw > japanisch 神経 shinkei > Hochchinesisch 神經 / 神经,  shénjīng – „Nerv“

## Verschriftlichung und soziokultureller Status

### Traditionelle Schrift
Das Chinesische wird seit den frühesten bekannten Schriftzeugnissen aus dem 2. vorchristlichen Jahrtausend mit der chinesischen Schrift geschrieben. In der chinesischen Schrift wird – von Ausnahmen abgesehen – jedes Morphem mit einem eigenen Zeichen wiedergegeben. Da die chinesischen Morpheme einsilbig sind, lässt sich so jedem Zeichen ein einsilbiger Lautwert zuordnen. Entgegen einem weit verbreiteten Missverständnis werden synonyme, aber nicht homophone Wörter mit unterschiedlichen Zeichen geschrieben. So bedeuten sowohl das historisch ältere Zeichen quǎn 犬 als auch das historisch jüngere Schriftzeichen gǒu 狗 „Hund“, werden aber mit völlig anderen Zeichen geschrieben. Einige Zeichen gehen dabei auf piktographische Darstellungen des entsprechenden Wortes zurück, auch andere rein semantisch basierte Typen kommen vor.
Etwa 85 % der heutigen Zeichen enthalten aber phonologische Information und sind aus zwei Komponenten zusammengesetzt, von denen eine die Bedeutung angibt und die andere ein Morphem mit ähnlicher Aussprache darstellt. So besteht das Zeichen 媽 / 妈,  mā – „Mutter“ aus 女,  nǚ – „Frau“ „Frau“ als Bedeutungskomponente (Radikal) und 馬 / 马,  mǎ – „Pferd“ als Aussprachekomponente.
In einigen Fällen stellt ein Zeichen mehrere Morpheme dar, insbesondere etymologisch verwandte. Die Zahl aller chinesischen Zeichen ist aufgrund des morphemischen Prinzips verhältnismäßig hoch; bereits das Shuowen Jiezi (說文解字 / 说文解字,  Shuōwén Jiězì) von 100 n. Chr. verzeichnet knapp 10.000 Zeichen; das Yitizi Zidian (異體字字典 / 异体字字典,  Yìtǐzì Zìdiǎn) von 2004 enthält 106.230 Zeichen, von denen sehr viele aber nicht mehr in Gebrauch sind oder lediglich seltene Schreibvarianten anderer Zeichen darstellen. Die durchschnittliche Zahl der Zeichen, die ein Chinese mit Universitätsabschluss beherrscht, beträgt aber weniger als 5000; etwa 2000 gelten für das Lesen einer hochchinesischen Zeitung als erforderlich.
Die chinesische Schrift ist nicht einheitlich. Seit der Schriftreform vom Jahre 1958 werden in der Volksrepublik China (und später auch in Singapur) offiziell die vereinfachten Zeichen (Kurzzeichen, 简体字,  jiǎntǐzì) verwendet, in Taiwan, Hongkong und Macau dagegen werden weiterhin die sogenannten „traditionellen Zeichen“ A (Langzeichen, 繁體字,  fántǐzì oder 正體字,  zhèngtǐzì), benutzt. Auch auf die Verschriftlichung anderer Sprachen, die chinesische Schriftzeichen nutzen, wie des Japanischen wurde die chinesische Schriftreform nicht angewendet; in Japan wurden aber bereits 1946 unabhängig vereinfachte Zeichenformen, auch Shinjitai genannt, eingeführt.
Neben der chinesischen Schrift waren in China auch einige andere Schriften in Gebrauch. Dazu zählt insbesondere die Nüshu, eine seit dem 15. Jahrhundert in der Provinz Hunan verwendete Frauenschrift. Unter der Yuan-Dynastie (1279–1368) wurde auch die phonetisch basierte Phagspa-Schrift für das Chinesische verwendet.
Anmerkung

### Transkriptionen
Neben der chinesischen Schrift gibt es zahlreiche auf dem lateinischen Alphabet basierende Transkriptionssysteme für Hochchinesisch und die einzelnen Dialekte beziehungsweise Sprachen. In der Volksrepublik China wird Hanyu Pinyin (kurz: Pinyin) als offizielle Romanisierung für das Hochchinesische verwendet; ein weiteres, besonders vor der Einführung von Pinyin sehr weit verbreitetes Transkriptionssystem ist das Wade-Giles-System. Für die verschiedenen Dialekte bzw. Sprachen existieren keine allgemein anerkannten Transkriptionssysteme. Daher ist es für chinesisch nicht bewanderte Personen leicht verwirrend, wenn es zu einem chinesischen Begriff oder Namen historisch mehrere latinisierte (romanisierte) Schreibweisen gibt. So beispielsweise die Schreibweisen der Name Mao Zedong (heute amtlich nach Pinyin) oder Mao Tse-tung (historisch nach W.G.), die Begriffe Dao (Pinyin) Tao (W.G.), Taijiquan (Pinyin) bzw. Tai Chi Chuan (W.G.) oder Gong fu (Pinyin) bzw. Kung Fu (W.G.), selten auch Gung Fu (inoffizielle kantonesische Umschrift). Frühere Formen des Chinesischen werden üblicherweise wie das Hochchinesische, folglich in Pinyin transkribiert, obwohl dies die Phonologie früherer Formen des Chinesischen nicht adäquat wiedergeben kann.
Muslimische Chinesen haben ihre Sprache auch in der arabisch-basierten Schrift Xiao’erjing geschrieben. Einige, die nach Zentralasien auswanderten, sind im 20. Jahrhundert zur kyrillischen Schrift übergegangen, siehe Dunganische Sprache.

### Soziokultureller und offizieller Status
Ursprünglich unterschieden sich die gesprochene und die geschriebene Sprache in China nicht wesentlich voneinander; die schriftliche Sprache folgte den Entwicklungen der gesprochenen Sprache. Seit der Qin-Dynastie (221–207 v. Chr.) wurden jedoch Texte aus der Spätzeit der Zhou-Dynastie für die geschriebene Sprache maßgeblich, sodass das klassische Chinesisch als Schriftsprache von der gesprochenen Sprache unabhängig wurde und in geschriebener Form allgemeines Verständigungsmedium über Dialektgrenzen hinaus bildete. Das klassische Chinesisch diente jedoch ausschließlich als geschriebene Sprache einer kleinen Elite, als gesprochene Sprache wurde spätestens seit der Qing-Dynastie (1644–1911) selbst von den hochgestellten Beamten der Dialekt der Hauptstadt benutzt. Beim Lesen von Texten in klassischem Chinesisch wurde der jeweilige lokale Dialekt angewendet, einige Dialekte besaßen dafür eigene phonologische Subsysteme, die sich von der gesprochenen Sprache unterschieden.
Vor allem im Zusammenhang mit der Ausbreitung des Buddhismus in China wurde volkstümliche Literatur zunehmend in der Volkssprache Baihua (白話 / 白话,  báihuà) abgefasst, die bei der schriftlichen Anwendung innerhalb Chinas bis zu einem gewissen Grad normiert war und sich mit wenigen Ausnahmen, wie dem im südlichen Min geschriebenen Lijingji aus dem 16. Jahrhundert, an frühen Formen der Mandarin-Dialekte orientierte. Möglicherweise kam es auch in der gesprochenen Sprache des 1. nachchristlichen Jahrtausends zu einer Standardisierung.
Erst gegen Ende des chinesischen Kaiserreiches, zu Beginn des 20. Jahrhunderts, schwand die Bedeutung des klassischen Chinesisch; als Amtssprache und als literarische Sprache wurde es bis zur Mitte des 20. Jahrhunderts vom Hochchinesischen abgelöst, das sich in Grammatik, Lexikon und insbesondere der Phonologie stark an den modernen Dialekt von Peking anlehnt. Auch für andere Dialektformen des Chinesischen wurden Verschriftlichungsversuche gemacht, jedoch verfügt nur das Kantonesische über eine etablierte Literatur in chinesischer Schrift. In einigen Dialekten wurde auch eine Verschriftlichung mittels lateinischer Schrift versucht.
Auch außerhalb der geschriebenen Sprache verdrängt das Hochchinesische zunehmend lokale Idiome, da das Hochchinesische landesweit an den Schulen gelehrt wird, wenngleich es die Dialekte als Umgangssprachen wohl nur stellenweise ersetzt.

### Homophonie und Homonymie
Da die chinesische Schrift über 10.000 verschiedene Logogramme umfasst, das gesprochene Hochchinesisch aber weniger als 1.700 verschiedene Sprechsilben, hat das Chinesische wesentlich mehr homophone Morpheme, also unterschiedliche Bedeutung tragende Wortbestandteile mit gleicher Aussprache, als irgendeine europäische Sprache. Daher entsprechen weder gesprochene Sprache noch lateinische Umschriften exakt den in chinesischen Zeichen geschriebenen Texten. Vereinfachte Umschriften, die die Töne nicht markieren, lassen die Homophonie noch ausgeprägter erscheinen, als sie tatsächlich ist.
Zudem gibt es im Chinesischen auch Homonyme, also unterschiedliche Begriffe, die mit demselben Wort bezeichnet werden. Trotz der sehr vielen verschiedenen Logogramme existieren auch einige Homographen, das heißt Wörter, die mit denselben Zeichen geschrieben werden. Obwohl die meisten chinesischen Homographen gleich ausgesprochen werden, gibt es auch einige mit unterschiedlicher Aussprache.

## Periodisierung
Das Chinesische ist eine der wenigen noch gesprochenen Sprachen mit einer mehr als dreitausendjährigen schriftlichen Tradition. Die Sprachentwicklung lässt sich unter syntaktischen und phonologischen Gesichtspunkten in mehrere Phasen unterteilen.
Die älteste durch schriftliche Überlieferung fassbare Form des Chinesischen ist die Sprache der Orakelknocheninschriften aus der Spätzeit der Shang-Dynastie (16.–11. Jahrhundert v. Chr.). Sie bilden den Vorläufer der Sprache der Zhou-Dynastie (11.–3. Jahrhundert v. Chr.), die als Altchinesisch (上古漢語 / 上古汉语,  Shànggǔ Hànyǔ) bezeichnet wird und deren Spätform als Klassisches Chinesisch bis in die Neuzeit als Schriftsprache konserviert wurde.
Nach der Zhou-Dynastie entfernte sich die gesprochene Sprache allmählich vom klassischen Chinesisch; erste grammatische Innovationen finden sich schon im 2. Jahrhundert v. Chr. Sie kennzeichnen das Mittelchinesische (中古漢語 / 中古汉语,  Zhōnggǔ Hànyǔ), das vor allem die Sprache der volkstümlichen Literatur beeinflusste.
Die Zeit seit dem 15. Jahrhundert umfasst das moderne Chinesisch (現代漢語 / 现代汉语,  Xiàndài Hànyǔ) und das zeitgenössische Chinesisch (近代漢語 / 近代汉语,  Jìndài Hànyǔ; 1840–1949), das als Oberbegriff für die modernen chinesischen Sprachen dient.

## Typologie
In typologischer Hinsicht zeigt das moderne Chinesisch relativ wenige Übereinstimmungen mit den genetisch verwandten tibeto-birmanischen Sprachen, während sich wesentlich mehr Übereinstimmungen mit den über Jahrhunderte direkt benachbarten südostasiatischen Sprachen zeigen. Insbesondere ist das moderne Chinesische sehr stark isolierend und zeigt nur wenig Flexion; die syntaktischen Zusammenhänge werden demzufolge überwiegend durch die Satzstellung und freie Partikeln ausgedrückt. Jedoch kennt auch das moderne Chinesisch morphologische Prozesse zur Wort- und Formenbildung.

## Phonologie

### Segmente
Das Phoneminventar der verschiedenen chinesischen Sprachen weist eine große Diversität auf; einige Merkmale haben sich jedoch weit verbreitet; beispielsweise das Vorhandensein aspirierter Plosive und Affrikaten sowie in einem großen Teil der Dialekte der Verlust der stimmhaften Konsonanten. Die Min-Dialekte im Süden Chinas sind aus historischer Sicht sehr untypisch, da sie sehr konservativ sind, aus typologischer Sicht jedoch geben sie einen guten Querschnitt durch das Konsonanteninventar des Chinesischen, weshalb im Folgenden das Konsonantensystem des Min-Dialektes von Fuzhou (Min Dong) dargestellt ist:
|                            | bilabial | bilabial | bilabial | alveolar | alveolar | alveolar | palatal | palatal | palatal | velar | velar | velar | glottal | glottal | glottal |
| -------------------------- | -------- | -------- | -------- | -------- | -------- | -------- | ------- | ------- | ------- | ----- | ----- | ----- | ------- | ------- | ------- |
| stl.                       | sth.     | asp.     | stl.     | sth.     | asp.     | stl.     | sth.    | asp.    | stl.    | sth.  | asp.  | stl.  | sth.    | asp.    |         |
| Plosive                    | p        |          | pʰ       | t        |          | tʰ       |         |         |         | k     |       | kʰ    | ʔ       |         |         |
| Frikative                  |          |          |          | s        |          |          |         |         |         |       |       |       | h       |         |         |
| Affrikaten                 |          |          |          | ts       |          | tsʰ      |         |         |         |       |       |       |         |         |         |
| Nasale                     |          | m        |          |          | n        |          |         |         |         |       | ŋ     |       |         |         |         |
| Approximanten und Laterale |          | w        |          |          | l        |          |         | j       |         |       |       |       |         |         |         |

Diese Konsonanten finden sich in nahezu allen modernen chinesischen Sprachen; die meisten haben verschiedene zusätzliche Phoneme. So gibt es beispielsweise im Yue Labiovelare, in einigen Dialekten einen palatalen Nasal (ɲ) und im Mandarin und Wu palatale Frikative und Affrikaten. Das Hochchinesische hat folgende Konsonantenphoneme (in Klammern die Pinyin-Umschrift):
|               | bilabial | bilabial | bilabial | labio- dental | labio- dental | labio- dental | dental/ alveolar | dental/ alveolar | dental/ alveolar | retroflex | retroflex | retroflex | palatal | palatal | palatal | velar | velar  | velar  |
| stl.          | sth.     | asp.     | stl.     | sth.          | asp.          | stl.          | sth.             | asp.             | stl.             | sth.      | asp.      | stl.      | sth.    | asp.    | stl.    | sth.  | asp.   |        |
| Plosive       | p (b)    |          | pʰ (p)   |               |               |               | t (d)            |                  | tʰ (t)           |           |           |           |         |         |         | k (g) |        | kʰ (k) |
| Affrikate     |          |          |          |               |               |               | ts (z)           |                  | tsʰ (c)          | tʂ (zh)   |           | tʂʰ (ch)  | tɕ (j)  |         | tɕʰ (q) |       |        |        |
| Nasale        |          | m        |          |               |               |               |                  | n                |                  |           |           |           |         |         |         |       | ŋ (ng) |        |
| Frikative     |          |          |          | f             |               |               | s                |                  |                  | ʂ (sh)    |           |           | ɕ (x)   |         |         | x (h) |        |        |
| Approximanten |          | w        |          |               |               |               |                  |                  |                  |           | ɹ̺ (r)     |           |         | j (y)   |         |       |        |        |
| Lateral       |          |          |          |               |               |               |                  | l                |                  |           |           |           |         |         |         |       |        |        |

### Silbenbau
Traditionell wird die chinesische Silbe in einen konsonantischen Anlaut (聲母 / 声母,  shēngmǔ) und einen Auslaut (韻母 / 韵母,  yùnmǔ) aufgeteilt. Der Auslaut besteht aus einem Vokal, bei dem es sich auch um einen Di- oder Triphthong handeln kann, sowie einem optionalen Endkonsonanten (韻尾 / 韵尾,  yùnwěi). So lässt sich die Silbe xiang in den Anlaut x und den Auslaut iang zerlegen, dieser wiederum wird in den Diphthong ia und den Endkonsonanten ng analysiert. Der Anlaut besteht in allen modernen chinesischen Sprachen immer – abgesehen von Affrikaten – aus einem einzelnen Konsonanten (oder ∅); es wird jedoch davon ausgegangen, dass das Altchinesische auch Konsonantencluster im Anlaut besaß. Im Auslaut lassen die modernen chinesischen Sprachen nur wenige Konsonanten zu; im Hochchinesischen beispielsweise nur n und ŋ; auch hier war jedoch die Freiheit im Altchinesischen vermutlich wesentlich größer. Aufgrund dieser stark eingeschränkten Möglichkeiten zur Silbenbildung ist die Homonymie im modernen Chinesisch sehr stark ausgeprägt.

### Tonalität
Das wohl offensichtlichste Merkmal der chinesischen Phonologie ist, dass die chinesischen Sprachen – wie viele genetisch nicht verwandte Nachbarsprachen – Tonsprachen sind. Die Anzahl der Töne, meist handelt es sich um Konturtöne, variiert in den verschiedenen Sprachen untereinander sehr stark. Um 800 n. Chr. besaß das Chinesische acht Töne (bzw. Tonhöhenverläufe), wobei jedoch nur drei Oppositionen tatsächlich phonemische Bedeutung hatten. In den verschiedenen modernen chinesischen Sprachen hat sich das antike Tonsystem stark verändert, das Hochchinesische etwa zeigt nur noch vier Töne, die aber alle phonemisch sind, wie die folgenden Beispiele zeigen (vergleiche den Artikel Töne des Hochchinesischen):
| 1. Ton                 | 2. Ton          | 3. Ton                  | 4. Ton                    |
| ---------------------- | --------------- | ----------------------- | ------------------------- |
| gleich bleibend hoch   | steigend        | tief fallend – steigend | scharf abfallend          |
| 媽 / 妈, mā – „Mutter“ | 麻, má – „Hanf“ | 馬 / 马, mǎ – „Pferd“   | 罵 / 骂, mà – „schimpfen“ |

Der kantonesische Dialekt des Yue dagegen hat das antike System besser bewahrt und besitzt neun Töne (bzw. Tonverläufe), die in bestimmte Kategorien eingeteilt werden:

Es wird im Allgemeinen davon ausgegangen, dass das chinesische Tonsystem hauptsächlich unter dem Einfluss von erodierten Konsonanten am Silbenende entstanden ist; das Altchinesische war demzufolge nach der Meinung der Mehrzahl der Forscher noch keine Tonsprache.

## Morphologie

### Wortbildung
Grundlage der chinesischen Morphologie ist das einsilbige Morphem, dem in der geschriebenen Form der Sprache ein Zeichen entspricht. Beispiele sind im Hochchinesischen die selbstständigen Lexeme 大,  dà – „groß sein“, 人,  rén – „Mensch“, 去,  qù – „gehen“ und Affixe wie das Pluralsuffix 們 / 们,  men -. Ausnahmen sind Gruppen zweier aufeinanderfolgender Morpheme, die eine einzelne Silbe bilden. In einigen Fällen ist dies auf phonologische Veränderungen beim Zusammentreffen zweier Morpheme (sogenanntes Sandhi) zurückzuführen, wie in Hochchinesisch 那兒 / 那儿 nà-ér > nàr „dort“, klassisches Chinesisch 也乎 yě-hū > 與 / 与,  yú, Kantonesisch 嘅呀 kɛː˧˧ aː˧˧ > 嘎 kaː˥˥. Da die Affixe der altchinesischen Wortbildungsmorphologie keine eigene Silbe bildeten, gehören auch die unten besprochenen Derivate zu diesen Ausnahmen. Ob das Altchinesische auch mehrsilbige Morpheme besaß, die nur mit einem Zeichen geschrieben wurden, lässt sich bislang nicht klären.
Im Altchinesischen entsprachen die Morphemgrenzen in der bei weitem überwiegenden Mehrzahl der Fälle den Wortgrenzen. Seit der Zeit der Han-Dynastie wurden durch Zusammensetzung einsilbiger Wörter neue, zweisilbige und bimorphemische Lexeme gebildet. Viele solcher Zusammensetzungen weisen syntaktische Strukturen auf, die sich ebenso in Phrasen und Sätzen finden, weshalb die Trennung von Syntax und Morphologie problematisch ist. So sind viele Substantive wie Nominalphrasen mit einem Attribut und folgendem Kern gebildet: 德國人 / 德国人,  déguórén wörtlich: „Deutschland – Mensch“ = „Deutscher“, 記者 / 记者,  jìzhě wörtlich: „derjenige, der aufzeichnet“ = „Journalist“. Ebenso können Verben durch eine Kombination eines Verbs mit einem Objekt gebildet werden: 吃飯 / 吃饭,  chīfàn – „eine Mahlzeit einnehmen“ aus 吃,  chī – „essen“ und 飯 / 饭,  fàn – „Mahlzeit, gekochter Reis“. Andere Zusammensetzungen sind schwieriger zu analysieren, beispielsweise 朋友,  péngyou – „Freund“ aus 朋,  péng – „Freund“ und dem Synonym 友,  yǒu.
Ein weiteres Bildungsmittel zur Wortderivation des alten wie des modernen Chinesisch stellen Affixe dar. Das Altchinesische verfügte über eine Vielzahl an Prä-, In- und Suffixen, die jedoch vielfach nur schwer nachzuweisen sind, da sie in der Schrift keine oder nur unzureichende Spuren hinterlassen. Besonders häufig findet sich ein Suffix *-s, mit dem sowohl Substantive als auch Verben gebildet werden konnten (知,  zhī (*trje) „wissen“ > 知 / 智 zhì (*trjes) „Weisheit“; 王,  wáng (*wjang) „König“ > 王,  wàng (*wjangs) „herrschen“). Auch verschiedene In- und Präfixe lassen sich rekonstruieren.
Auch das moderne Chinesisch verfügt über einige Suffixe zur Derivation (Beispiele aus dem Hochchinesischen):
- Das Pluralsuffix 們 / 们 –men vorrangig in der Bildung von Personalpronomina: 我們 / 我们 wǒmen „wir“, 你們 / 你们 nǐmen „ihr“, 他們 / 他们 tāmen „sie“
- Nominalsuffixe:
  - -„子“ -zi in 孩子,  háizi – „Kind“, 桌子,  zhuōzi – „Tisch“
  - -„頭 / 头“ -tou in 石頭 / 石头,  shítou – „Stein“, 指頭 / 指头,  zhǐtou – „Finger, Fingerkuppe“
  - -„家“ -jia in 科學家 / 科学家,  kēxuéjiā – „Wissenschaftler“, 藝術家 / 艺术家,  yìshùjiā – „Künstler“

In verschiedenen chinesischen Dialekten finden sich auch Präfixe, wie das im Hakka vertretene Präfix ʔa˧˧- zur Bildung von Verwandtschaftsbezeichnungen: ʔa˧˧ kɔ˧˧ „älterer Bruder“ = Hochchinesische 哥哥,  gēge. Derivation oder Flexion durch Tonwechsel spielt im modernen Chinesisch eine eher geringe Rolle, beispielsweise bei der Bildung des perfektiven Aspekts im Kantonesischen: 食 sek˧˥ „aß, hat gegessen“ zu 食 sek˨˨ „essen“.

### Pronomina
Die Personalpronomina haben in verschiedenen Formen des Chinesischen die folgenden Formen:
|                                                   |                                              | Historische Sprachen                                    | Historische Sprachen                                                | Historische Sprachen                    | Moderne Sprachen                            | Moderne Sprachen | Moderne Sprachen  | Moderne Sprachen  |
| Shang- und frühe Zhou-Zeit (ca. 1400–800 v. Chr.) | Klassisches Chinesisch (ca. 500–300 v. Chr.) | Nanbeichao-Zeit und Tang-Dynastie (ca. 400–900 n. Chr.) | Hochchinesisch                                                      | Shanghaiisch                            | Moiyen-Hakka                                | Kantonesisch     |                   |                   |
| Singular                                          | 1.                                           | 余 *la (yú), 予 *laʔ (yú), 朕 *lrəmʔ (zhèn)             | 我 *ŋˤajʔ (wǒ), 吾 *ŋˤa (wú), 余 *la (yú), 予 *laʔ (yú)             | 我 wǒ, 吾 wú                            | 我 wǒ                                       | 吾 ŋu˩˧          | ŋai̯˩˩             | 我 ŋɔː˩˧          |
| Singular                                          | 2.                                           | 汝 bzw. 女 *naʔ (rǔ), 乃 *nˤəʔ (nǎi)                    | 爾 / 尔 *neʔ (ěr), 汝 bzw. 女 *naʔ (rǔ), 而 *nə (ér), 若 *nak (ruò) | 爾 / 尔 ěr, 汝 bzw. 女 rǔ, 你 nǐ        | 你 nǐ                                       | 侬厥 noŋ˩˧       | ŋ˩˩               | 你厥 nei˩˧        |
| Singular                                          | 3.                                           | 厥 *kot (jué), 之 *tə (zhī), 其 *gə (qí) (?)            | 之 *tə (zhī), 其 *gə (qí)                                           | 其 qí, 渠 qú; 伊 yī, 之 zhī, 他 tā      | 他, 她, 它 tā                               | 伊 ɦi˩˧          | ki˩˩              | 佢 kʰɵy˩˧         |
| Plural                                            | 1.                                           | 我 *ŋˤajʔ (wǒ)                                          | wie Singular                                                        | Singular + 等 děng, 曹 cáo, 輩 / 辈 bèi | 我們 / 我们 wǒmen                           | 阿拉 ɐʔ˧˧ lɐʔ˦˦  | ŋai̯˩˩ tɛʊ˧˧ ŋin˩˩ | 我哋 ŋɔː˩˧ tei˨˨  |
| Plural                                            | 2.                                           | 爾 *neʔ (ěr)                                            | wie Singular                                                        | Singular + 等 děng, 曹 cáo, 輩 / 辈 bèi | 你們 / 你们 nǐmen                           | 㑚 na˩˧          | ŋ˩˩ tɛʊ˧˧ ŋin˩˩   | 你哋 nei˩˧ tei˨˨  |
| Plural                                            | 3.                                           | (nicht belegt)                                          | wie Singular                                                        | Singular + 等 děng, 曹 cáo, 輩 / 辈 bèi | 他們 / 他们, 她們 / 她们, 它們 / 它们 tāmen | 伊拉 ɦi˩˩ lɐʔ˧˧  | ki˩˩ tɛʊ˧˧ ŋin˩˩  | 佢哋 kʰɵy˩˧ tei˨˨ |

Das frühe Altchinesisch unterschied bei den Personalpronomina die Numeri Singular und Plural sowie verschiedene syntaktische Funktionen; so diente in der 3. Person um 900 v. Chr. 厥 *kot (heute: jué) als Attribut, 之 *tə (heute: zhī) als Objekt und möglicherweise *gə (heute: qí) als Subjekt. Im Klassischen Chinesisch wurde die Unterscheidung der Numeri aufgegeben, seit der Han-Zeit verschwand auch die syntaktische Unterscheidung. Dafür entwickelten sich seit der Tang-Dynastie neue Plurale, die nun durch Affixe wie 等 děng, 曹 cáo, 輩 / 辈 bèi gebildet wurden. Dieses System ist in seinen Grundzügen bislang unverändert geblieben und findet sich in den modernen chinesischen Sprachen wieder.
Chinesische Wörter unterscheiden generell nicht nach grammatischem Geschlecht. Wie die meisten nichtindogermanischen Sprachen hat das Chinesisch weder in Substantiven noch in Pronomen Genus. Bei den Personalpronomen gibt es erst seit der moderner Zeit die drei Unterscheidungen zwischen den dritten Personen der Sigularform, er, sie und es. Die zwei Pronomen "她,  tā – „sie (dritte Person Singular)“", "它,  tā – „es (dritte Person Neutrum)“", die der weiblichen Form und der neutralen Form im Englisch und im Deutsch entsprechen, wurden von den Missionaren für die Übersetzung der Bibel ins Chinesisch erfunden. Ähnlich funktioniert die Wortbildung durch Präfixe oder Infixe "男 nán", "女 nǚ" vor bzw. zwischen den Nomen, um spezifisch die Geschlechterklarheit zu schaffen. Bei den vielen Substantiven wie Nominalphrasen mit einem Attribut und folgendem Kern werden dann "男 nán, deutsch ‚Mann, männlich‘", "女 nǚ, deutsch ‚Frau, weiblich‘" davor hinzugefügt: 德國男人 / 德国男人,  déguó nanrén wörtlich: „Deutschland – Mann – Mensch“ = „ein Deutscher“ oder "deutsche Männer", 女記者 / 女记者,  nǚjìzhě wörtlich: „weibliche aufzeichnende Person“; sinngemäß: „diejenige, die aufzeichnet“ = „Journalistin“.

## Syntax

### Allgemeines
Da die chinesischen Sprachen in großem Maße isolierend sind, werden Beziehungen der Wörter untereinander vorrangig durch die vergleichsweise feste Satzstellung zum Ausdruck gebracht. Kongruenz ist nicht vorhanden; von den Personalpronomina des Alt- und Mittelchinesischen abgesehen werden auch keine Kasus markiert. In allen historischen und modernen Formen des Chinesischen ist die Stellung Subjekt – Verb – Objekt (SVO) vorherrschend, nur dass bei Subjekten Pro-Drop auftritt:
| 余                              | 其              | 作       | 邑       |
| yú                              | qí              | zuò      | yì       |
| ich (Nom./Akk.)                 | (Modalpartikel) | bauen    | Siedlung |
| Subjekt                         | Adverbiale      | Prädikat | Objekt   |
| „ich werde eine Siedlung bauen“ |                 |          |          |

| 他                                              | 弟弟            | 明天       | 去          | 北京     |
| Tā                                              | dìdi            | míngtiān   | qù          | Běijīng  |
| er(sein)                                        | jüngerer Bruder | morgen     | gehen(nach) | Peking   |
| Subjekt                                         | Subjekt         | Adverbiale | Prädikat    | Prädikat |
| „Sein jüngerer Bruder geht morgen nach Peking.“ |                 |            |             |          |

In bestimmten Fällen wie Topikalisierung und in negierten Sätzen kann das Objekt auch präverbal stehen. Die Satzstellung SOV findet sich in verschiedenen Formen des chinesischen vor allem in negierten Sätzen. So standen im Altchinesischen pronominale Objekte oft vor negierten Verben:
| 未                  | 之     | 食       |
| wèi                 | zhī    | shí      |
| nicht               | es     | essen    |
| Adverbiale          | Objekt | Prädikat |
| „(Er) aß es nicht.“ |        |          |

Die Satzstellung SOV ist seit etwa dem 6. Jahrhundert auch in anderen Kontexten möglich, wenn das Objekt mit einer Partikel (把,  bǎ, 將,  jiāng und andere) eingeleitet wird:
| 他                          | 把                                                    | 書 / 书 | 給 / 给 | 張三/张三 |
| tā                          | bǎ                                                    | shū     | gěi     | Zhāngsān  |
| er                          | Partikel zur Kennzeichnung eines vorgezogenen Objekts | Buch    | geben   | Zhangsan  |
| „er gibt Zhangsan das Buch“ |                                                       |         |         |           |

In den meisten historischen und den nördlichen modernen Varianten des Chinesischen steht das indirekte Objekt vor dem direkten; in einigen heutigen südlichen Sprachen steht hingegen das direkte voran:
| Hochchinesisch      | 我    | 給 / 给 | 你       | 錢 / 钱 |
| Hochchinesisch      | wǒ    | gěi     | nǐ       | qián    |
| Hochchinesisch      | ich   | geben   | du       | Geld    |
| Kantonesisch        | 我    | 畀      | 錢 / 钱  | 你      |
| Kantonesisch        | ŋɔː˨˧ | bei˧˥   | tshiːn˧˥ | nei˨˧   |
| Kantonesisch        | ich   | geben   | Geld     | du      |
| „ich gebe dir Geld“ |       |         |          |         |

Eine wichtige Rolle in der chinesischen Syntax nimmt das Phänomen der Topikalisierung ein, bei der eine pragmatisch hervorgehobene Nominalphrase aus ihrer kanonischen Position an den Satzanfang gestellt wird. Im Altchinesischen wurden bei der Extraktion von Objekten und Attributen Resumptiva verwendet; im modernen Chinesisch sind diese nicht mehr vorhanden. Typisch für das moderne Chinesisch sind auch Topics, die hinter dem Subjekt stehen sowie solche, die keinen direkten syntaktischen Bezug zum folgenden Satz haben:
| 戎狄                                                      | 是               | 膺          |
| róng dí                                                   | shì              | yīng        |
| Rong und Di                                               | dies (resumptiv) | widerstehen |
| „die Rong- und Di-Barbaren, er leistete ihnen Widerstand“ |                  |             |

| mit extrahiertem Objekt  | 中飯 / 中饭                               | 她          | 還沒 / 还没 | 吃               |
| mit extrahiertem Objekt  | zhōngfàn                                  | tā          | hái méi     | chī              |
| mit extrahiertem Objekt  | Mittagessen                               | sie         | noch nicht  | essen            |
| mit extrahiertem Objekt  | „sie hat noch nicht Mittagessen gegessen“ |             |             |                  |
| Topic hinter Subjekt     | 她                                        | 中飯 / 中饭 | 吃          | 了               |
| Topic hinter Subjekt     | tā                                        | zhōngfàn    | chī         | le               |
| Topic hinter Subjekt     | sie                                       | Mittagessen | essen       | (Aspektpartikel) |
| Topic hinter Subjekt     | „sie hat zu Mittag gegessen“              |             |             |                  |
| ohne syntaktischen Bezug | 張三 / 张三                               | 頭 / 头     | 疼          | 疼               |
| ohne syntaktischen Bezug | zhāngsān                                  | tóu         | téng        | téng             |
| ohne syntaktischen Bezug | Zhangsan                                  | Kopf        | schmerzen   | schmerzen        |
| ohne syntaktischen Bezug | „Zhangsan, (sein) Kopf schmerzt“          |             |             |                  |

In Ergänzungsfragen stehen die Frageausdrücke im Chinesischen in situ. Markierung von Fragen mit Interrogativa durch finale Fragepartikeln ist in einigen antiken und modernen Varianten des Chinesischen möglich:
| 人                         | 從 / 从                 | 何                      | 生       |
| rén                        | cóng                    | hé                      | shēng    |
| Mensch                     | von                     | was                     | entsteht |
| Subjekt                    | präpositionales Adjunkt | präpositionales Adjunkt | Prädikat |
| „Woher stammt der Mensch?“ |                         |                         |          |

| 你                | 去    | 哪兒 / 哪儿 | 啊              |
| nǐ                | qù    | nǎr         | a               |
| du                | gehen | wo          | (Fragepartikel) |
| „Wohin gehst du?“ |       |             |                 |

Ja-nein-Fragen werden meist mit finalen Partikeln markiert; seit dem 1. Jahrtausend n. Chr. finden sich auch Fragen der Form „A – nicht – A“:
| mit Partikel           | 你 | 忙               | 嗎 / 吗         | 嗎 / 吗          |
| mit Partikel           | nǐ | máng             | ma?             | ma?              |
| mit Partikel           | du | beschäftigt.sein | (Fragepartikel) | (Fragepartikel)  |
| „A – nicht – A“        | 你 | 忙               | 不              | 忙               |
| „A – nicht – A“        | nǐ | máng             | bù              | máng?            |
| „A – nicht – A“        | du | beschäftigt.sein | nicht           | beschäftigt.sein |
| „bist du beschäftigt?“ |    |                  |                 |                  |

### Aspekt, Tempus, Aktionsart und Diathese
Aspekt, Tempus und Aktionsart können unmarkiert bleiben oder durch Partikeln oder Suffixe, manchmal auch durch Hilfsverben, zum Ausdruck gebracht werden. Im frühen Altchinesisch waren diese Morpheme ausschließlich präverbal; im späteren Altchinesisch waren die wichtigsten Aspektpartikeln dagegen das vermutlich stativisch-durativische yě und das perfektivische yǐ, die am Satzende standen:
| 其                            | 雨     |
| qí                            | yù     |
| (Modalpartikel)               | regnen |
| „es wird (vielleicht) regnen“ |        |

| 性                                                    | 無 / 无 | 善       | 無 / 无 | 不    | 善       | 也             |
| xìng                                                  | wú      | shàn     | wú      | bù    | shàn     | yě             |
| die menschliche Natur                                 | nicht   | gut sein | nicht   | nicht | gut sein | Aspektpartikel |
| „Die menschliche Natur ist weder gut noch nicht gut.“ |         |          |         |       |          |                |

Seit dem Ende des 1. Jahrtausends n. Chr. sind auch Aspektpartikeln belegt, die zwischen Verb und Objekt stehen; diese Stellung ist in allen modernen chinesischen Sprachen weit verbreitet. Auch am Satzende und, vor allem im Min, vor dem Verb können weiterhin bestimmte Aspektpartikeln stehen. Die folgende Tabelle zeigt die Verhältnisse im Hochchinesischen:
| Morphem      | Zeichen   | Aktionsart                         | Beispielsatz                      | Transkription                 | Übersetzung                                 |
| ------------ | --------- | ---------------------------------- | --------------------------------- | ----------------------------- | ------------------------------------------- |
| le           | 了        | perfektiv-resultativ               | 我當了兵. / 我当了兵.             | wǒ dāng le bīng               | „ich bin Soldat geworden (und bin es noch)“ |
| guo          | 過 / 过   | „Erfahrungs“-perfektiv             | 我當過兵. / 我当过兵.             | wǒ dāng guo bīng              | „ich war (schon) einmal Soldat“             |
| zhèngzài/zài | 正在 / 在 | dynamisch-imperfektiv (progressiv) | 我正在掛畫. / 我正在挂画.         | wǒ zhèng zài guà huà          | „ich hänge gerade Bilder auf“               |
| zhe          | 著 / 着   | statisch-imperfektiv (durativ)     | 牆上掛著一幅畫. / 墙上挂着一幅画. | qiáng shàng guà zhe yī fú huà | „ein Bild hing an der Wand“                 |

Wenngleich alle chinesischen Sprachen äußerlich ähnliche Systeme besitzen, weisen die benutzten Morpheme große Divergenzen auf. Das Hakka etwa benutzt die präverbalen Aspektpartikeln ∅ (Imperfektiv), ʔɛ˧˨ (Perfektiv), tɛn˧˨ (Kontinuativ), kuɔ˦˥ („Erfahrungs-Perfektiv“).
Während das Aktiv im Chinesischen unmarkiert ist, stehen zur Markierung des Passivs unterschiedliche Möglichkeiten zur Verfügung. Im Altchinesischen blieb es ursprünglich ebenfalls unmarkiert und konnte nur indirekt durch Angabe des Agens in einer Präpositionalphrase angedeutet werden. Seit dem Ende der Zeit der Zhou-Dynastie bildeten sich Konstruktionen mit verschiedenen Hilfsverben wie 見 / 见,  jiàn, 為 / 为,  wéi, 被,  bèi, 叫,  jiào und 讓 / 让,  ràng, die das unmarkierte Passiv aber nicht verdrängten.

### Verbserialisierung
Ein wichtiges und produktives Merkmal der Syntax der jüngeren chinesischen Sprachen ist die Verbserialisierung, die seit dem frühen 1. Jahrtausend n. Chr. belegt ist. In diesen Strukturen folgen zwei Verbalphrasen, die in einer bestimmten semantischen Relation stehen, ohne formale Trennung aufeinander. In vielen Fällen ist das Verhältnis der beiden Verbalphrasen resultativ, die zweite gibt also das Ergebnis der ersten an:
| 乃                              | 打       | 死      | 之  |
| nǎi                             | dǎ       | sǐ      | zhī |
| dann                            | schlagen | sterben | ihn |
| „dann schlugen sie ihn zu Tode“ |          |         |     |

| 他                        | 吃    | 完          | 了               |
| tā                        | chī   | wán         | le               |
| er                        | essen | fertig.sein | (Aspektpartikel) |
| „er hat zu Ende gegessen“ |       |             |                  |

Ebenfalls häufig sind serialisierte Verben, bei denen das zweite Verb die Richtung der Handlung ausdrückt:
| 飛 / 飞                                 | 來 / 来 | 飛 / 飞 | 出    |
| fēi                                     | lái     | fēi     | chū   |
| fliegen                                 | kommen  | fliegen | gehen |
| „sie fliegen herbei, sie fliegen davon“ |         |         |       |

Eine ähnliche Konstruktion liegt bei den sogenannten Koverben vor. Hierbei handelt es sich um transitive Verben, die nicht nur als selbstständige Verben auftreten können, sondern auch die Funktion von Präpositionen übernehmen können und andere Verben modifizieren:
| als freies Verb | 我                          | 替        | 你 | 你    |
| als freies Verb | wǒ                          | tì        | nǐ | nǐ    |
| als freies Verb | ich                         | vertreten | du | du    |
| als freies Verb | „ich vertrete dich“         |           |    |       |
| als Koverb      | 我                          | 替        | 你 | 去    |
| als Koverb      | wǒ                          | tì        | nǐ | qù    |
| als Koverb      | ich                         | vertreten | du | gehen |
| als Koverb      | „ich gehe an deiner Stelle“ |           |    |       |

Eine besondere Rolle nehmen verschiedene Serialverbkonstruktionen mit dem Morphem 得,  de oder dessen Entsprechungen in anderen Sprachen ein. In einer Konstruktion, die als Komplement des Grades bekannt ist, markiert de ein Adjektiv, das ein Verb modifiziert. Hat das Verb ein Objekt, wird das Verb hinter dem Objekt wiederholt, oder das Objekt wird topikalisiert:
| Hochchinesisch: transitiv, mit wiederholtem Verb      | 她                                | 說 / 说     | 漢語 / 汉语                          | 說 / 说                              | 得                                   | 很       | 好       |
| Hochchinesisch: transitiv, mit wiederholtem Verb      | tā                                | shuō        | hànyǔ                                | shuō                                 | de                                   | hěn      | hǎo      |
| Hochchinesisch: transitiv, mit wiederholtem Verb      | sie                               | sprechen    | Chinesisch                           | sprechen                             | Partikel zur Bildung des Komplements | sehr     | gut.sein |
| Hochchinesisch: transitiv, mit wiederholtem Verb      | „sie spricht sehr gut Chinesisch“ |             |                                      |                                      |                                      |          |          |
| Hochchinesisch: transitiv, mit topikalisiertem Objekt | 她                                | 漢語 / 汉语 | 說 / 说                              | 得                                   | 很                                   | 好       | 好       |
| Hochchinesisch: transitiv, mit topikalisiertem Objekt | tā                                | hànyǔ       | shuō                                 | de                                   | hěn                                  | hǎo      | hǎo      |
| Hochchinesisch: transitiv, mit topikalisiertem Objekt | sie                               | Chinesisch  | sprechen                             | Partikel zur Bildung des Komplements | sehr                                 | gut.sein | gut.sein |
| Hochchinesisch: transitiv, mit topikalisiertem Objekt | „sie spricht sehr gut Chinesisch“ |             |                                      |                                      |                                      |          |          |
| Kantonesisch (Yue): intransitiv                       | 佢                                | 學 / 学     | 得                                   | 好                                   | 快                                   | 快       | 快       |
| Kantonesisch (Yue): intransitiv                       | kʰɵy˨˧                            | hɔk˨˨       | dɐk˧˧                                | hou˧˥                                | faːi˧˧                               | faːi˧˧   | faːi˧˧   |
| Kantonesisch (Yue): intransitiv                       | er                                | lernen      | Partikel zur Bildung des Komplements | sehr                                 | schnell                              | schnell  | schnell  |
| Kantonesisch (Yue): intransitiv                       | „er lernt sehr schnell“           |             |                                      |                                      |                                      |          |          |

In manchen Dialekten wie dem Kantonesischen kann das Objekt auch hinter 得, Jyutping dak1 gestellt werden.
Außerdem können 得,  de und die Negation 不,  bù oder deren dialektale Entsprechungen die Möglichkeit bzw. Unmöglichkeit markieren. Der Partikel folgt dabei ein Verb, das Resultat oder Richtung der Handlung angibt:
| 這 / 这                                 | 件         | 事    | 他 | 辦 / 办   | 得/不                                        | 了           |
| zhè                                     | jiàn       | shì   | tā | bàn       | de / bù                                      | liǎo         |
| dieser / diese / dieses                 | (Zählwort) | Sache | er | erledigen | Partikel zur Bildung des Komplements / nicht | fertig.sein, |
| „diese Sache kann er (nicht) erledigen“ |            |       |    |           |                                              |              |

### Nominalphrasen

#### Attribute
Im Chinesischen steht der Kopf einer Nominalphrase stets am Ende, Pronomina, Numeralia und Attribute stehen vor ihm und können von diesem durch eine Partikel getrennt werden. Diese Partikel hat in verschiedenen Dialekten unterschiedliche Formen; im Altchinesischen lautet sie beispielsweise 之,  zhī, im Hochchinesischen 的,  de. Bei dem Attribut kann es sich um eine eigene Nominalphrase handeln: klassisches Chinesisch 誰之國 / 谁之国,  shuí zhī guó – „wessen Land“ „wessen – subordiniertes Partikel – Land“, modernes Chinesisch 這兒的人 / 这儿的人,  zhè'r de rén – „die Leute hier“ „hier – Attributpartikel – Menschen“, Moiyen (Hakka) ŋaɪ̯˩˩-ɪ̯ɛ˥˥ su˧˧ „mein Buch“.
Ist diese durch ein Attribut erweitert, können auch komplizierte Ketten von Attributen entstehen, die als für das Chinesische typisch gelten können. Häufig handelt es sich bei dem Attribut aber nicht um ein Substantiv, sondern um ein nominalisiertes Verb, optional auch mit Ergänzungen wie Subjekt, Objekt und adverbialen Bestimmungen. Derartige Attribute erfüllen ähnliche semantische Funktionen wie Relativsätze europäischer Sprachen. Im folgenden Beispiel aus dem Hochchinesischen ist der Kern der Nominalphrase koreferent mit dem Subjekt des nominalisierten Verbs:
| 買 / 买                       | 書 / 书 | 的               | 人       |
| mǎi                           | shū     | de               | rén      |
| kaufen                        | Buch    | Attributpartikel | Menschen |
| „Menschen, die Bücher kaufen“ |         |                  |          |

Der Kopf der Nominalphrase kann aber auch mit anderen Ergänzungen des nominalisierten Verbs, wie seinem Objekt, koreferent sein. In den meisten Dialekten ist dies nicht formal markiert, teilweise finden sich aber Resumptiva:
| kʰiu˦˨-ŋiæn˩˨-ŋi˩˨                              | mai˦˦   | ɪɛ˦˨             | su˧˧    |
| 舊年? / 旧年?                                   | 買 / 买 | ?                | 書 / 书 |
| letztes Jahr                                    | kaufen  | Attributpartikel | Buch    |
| „das Buch, das (ich) letztes Jahr gekauft habe“ |         |                  |         |

| 我                                   | 請 / 请  | 佢哋            | 食飯 / 食饭  | 嘅                 | 朋友        |
| ŋɔː˩˧                                | tshɛːŋ˧˥ | kʰɵy1˧tei˨˨     | sɪk˨˨-faːn˧˧ | kɛː˧˧              | pʰɐŋ˥˧yɐu˧˥ |
| ich                                  | einladen | sie (resumptiv) | essen        | (Attributpartikel) | Freunde     |
| „Freunde, die ich zum Essen einlade“ |          |                 |              |                    |             |

| (我) b                               | 請 / 请  | 食飯 / 食饭  | 嘅                 | 朋友        |
| ŋɔː˩˧                                | tshɛːŋ˧˥ | sɪk˨˨-faːn˧˧ | kɛː˧˧              | pʰɐŋ˥˧yɐu˧˥ |
| (ich)                                | einladen | essen        | (Attributpartikel) | Freunde     |
| „Freunde, die ich zum Essen einlade“ |          |              |                    |             |

| 嚟                              | 食飯 / 食饭  | 嘅                 | 朋友        |
| lɛːi˨˩                          | sɪk˨˨-faːn˧˧ | kɛː˧˧              | pʰɐŋ˥˧yɐu˧˥ |
| kommen                          | essen        | (Attributpartikel) | Freunde     |
| „Freunde, die zum Essen kommen“ |              |                    |             |

Das Altchinesische konnte in Fällen, wo der Kopf nicht mit dem Subjekt des Verbs koreferent ist, die Morpheme 攸,  yōu, Jyutping jau4 (präklassisch), 所,  suǒ, Jyutping so2 (klassisch) einsetzen: 攸馘,  yōuguó, Jyutping jau4gwik1 „was abgeschnitten wurde“.

#### Zählwörter
Ein wesentliches typologisches Merkmal, welches das moderne Chinesische mit anderen südostasiatischen Sprachen teilt, ist die Anwendung von Zählwörtern. Während im Altchinesischen Zahlen und Demonstrativpronomina direkt vor Substantiven stehen können (五人,  wǔ rén – „fünf Menschen“; 此人,  cǐ rén – „dieser Mensch“), muss in den modernen chinesischen Sprachen zwischen beiden Wörtern ein Zählwort stehen, dessen Wahl vom Substantiv abhängt: Hochchinesisch 五本書 / 五本书,  wǔ běn shū – „fünf Bücher“, 這個人 / 这个人,  zhè ge rén – „dieser Mensch“. In den Yue- und Xiang-Dialekten werden Zählwörter auch zur Determination eines Substantives sowie zur Markierung eines Attributs benutzt: Kantonesisch 佢本書 / 佢本书, Jyutping keoi5 bun2 syu1 – „jmds Buch, dessen Buch“ „kʰɵy˨˧ puːn˧˥ syː˥˥“, 支筆 / 支笔, Jyutping zi1 bat1 – „der Stift“ „tsiː˥˥ pɐt˥˥“. Die Wahl des Zählwortes wird durch die Semantik des Substantivs bedingt: 把,  bǎ steht im Hochchinesischen bei Substantiven, die ein Ding bezeichnen, das einen Griff besitzt; mit 所,  suǒ werden Substantive konstruiert, die ein Gebäude bezeichnen usw. Eine Übersicht über wichtige Zählwörter des Hochchinesischen bietet der Artikel Liste chinesischer Zählwörter.

## Sprachcode nach ISO 639
Die ISO-Norm ISO 639 definiert Codes für die Auszeichnung von Sprachmaterialien. Die chinesischen Sprachen werden in der Norm unter den Sprachcodes zh (ISO 639-1) und zho/chi (ISO 639-2/T und /B) subsumiert. Die Norm ISO 639-3 führt den Sprachcode zho als sog. Makrosprache ein – ein Konstrukt, welches für eine Gruppe von Sprachen angewandt wird, wenn diese als Einheit behandelt werden kann. Im Falle der chinesischen Sprachen ist dieser Faktor durch die gemeinsame geschriebene Form gegeben. Die subsumierten Einzelsprachen sind im Einzelnen: gan (Gan), hak (Hakka), czh (Hui), cjy (Jin), cmn (Mandarin inkl. Standardchinesisch), mnp (Min Bei), cdo (Min Dong), nan (Min Nan), czo (Min Zhong), cpx (Pu-Xian), wuu (Wu), hsn (Xiang), yue (Yue – Kantonesisch). Auch lzh (klassisches Chinesisch) zählt zu dieser Makrosprache, nicht aber dng (Dunganisch). Zur Bezeichnung der gesamten Sprachgruppe führt die Norm ISO 639-5 den Code zhx.